# Medalla Milagrosa
Medalla Milagrosa è una stazione della linea E della metropolitana di Buenos Aires. Si trova sotto l'Autostrada 25 de Mayo, presso l'intersezione tra l'avenida Eva Perón e calle Dávila, nel quartiere di Parque Chacabuco.

## Storia
La stazione fu attivata il 27 novembre 1985, pochi giorni dopo l'apertura del tratto sino a Varela.

## Interscambi
Nelle vicinanze della stazione effettuano fermata diverse linee di autobus urbani ed interurbani.
- Fermata autobus

## Servizi
La stazione dispone di:
- Biglietteria a sportello
- Biglietteria automatica